# 新・日本男児と中居
『新・日本男児と中居』（しん・にほんだんじとなかい）は、日本テレビで2019年5月4日（3日深夜）から2021年3月27日まで毎週土曜 0:30 - 0:59（金曜深夜、JST）に『金曜プラチナイト』枠にて放送されていたトークバラエティ番組であり、中居正広の冠番組である。

## 概要
MCは中居正広。現代社会に生きる、変わった価値観を持つ男性「新・日本男児」を招き、意見を交わすトークバラエティー。
独特な食生活や友人関係、結婚観などを披露する「新・日本男児」と、音楽家など「自分の分野で成果を上げてきた一流ゲストたち」が、芸能一筋で生きる男性の価値観について語り合う。
2019年11月からHuluにて当番組を含むジャニーズ事務所所属タレントが出演している日本テレビ制作バラエティー3番組の見逃し配信を開始した。
2019年12月29日には、年末スペシャルを23:30 - 24:25に放送。2020年7月5日には、夏スペシャルを23:00 - 23:55に放送。
2021年3月10日、日本テレビの4月改編説明会がオンラインで行われ、当番組の3月中の終了が発表された（それに併せるような形で、「金曜プラチナイト」自体も終了した。）。

## 出演者
MC
- 中居正広

進行
- 後呂有紗（日本テレビアナウンサー）

準レギュラー
- 明石ガクト
- 前田裕二

## ネット局
- 全編ローカルセールス枠のため、日本テレビ以外の通常時同時ネット局でも自主編成の都合上臨時に遅れネットまたは非ネットに変更することがあった一方、通常時非ネット局でも臨時同時ネットで放送する場合があった。

| 放送対象地域   | 放送局                  | 系列                          | 放送日時                     | 放送期間                      | ネット状況 | 備考       |
| -------------- | ----------------------- | ----------------------------- | ---------------------------- | ----------------------------- | ---------- | ---------- |
| 関東広域圏     | 日本テレビ（NTV）       | 日本テレビ系列                | 土曜 0:30 - 0:59（金曜深夜） | 2019年5月4日 - 2021年3月27日  | 【制作局】 | 【制作局】 |
| 北海道         | 札幌テレビ（STV）       | 日本テレビ系列                | 土曜 0:30 - 0:59（金曜深夜） | 2019年5月4日 - 2021年3月27日  | 同時ネット |            |
| 青森県         | 青森放送（RAB）         | 日本テレビ系列                | 土曜 0:30 - 0:59（金曜深夜） | 2019年5月4日 - 2021年3月27日  | 同時ネット |            |
| 岩手県         | テレビ岩手（TVI）       | 日本テレビ系列                | 土曜 0:30 - 0:59（金曜深夜） | 2019年5月4日 - 2021年3月27日  | 同時ネット |            |
| 宮城県         | ミヤギテレビ（MMT）     | 日本テレビ系列                | 土曜 0:30 - 0:59（金曜深夜） | 2019年5月4日 - 2021年3月27日  | 同時ネット |            |
| 秋田県         | 秋田放送（ABS）         | 日本テレビ系列                | 土曜 0:30 - 0:59（金曜深夜） | 2019年5月4日 - 2021年3月27日  | 同時ネット |            |
| 福島県         | 福島中央テレビ（FCT）   | 日本テレビ系列                | 土曜 0:30 - 0:59（金曜深夜） | 2019年5月4日 - 2021年3月27日  | 同時ネット |            |
| 山梨県         | 山梨放送（YBS）         | 日本テレビ系列                | 土曜 0:30 - 0:59（金曜深夜） | 2020年4月11日 - 2021年3月27日 | 同時ネット |            |
| 新潟県         | テレビ新潟（TeNY）      | 日本テレビ系列                | 土曜 0:30 - 0:59（金曜深夜） | 2019年5月4日 - 2021年3月27日  | 同時ネット |            |
| 長野県         | テレビ信州（TSB）       | 日本テレビ系列                | 土曜 0:30 - 0:59（金曜深夜） | 2019年5月4日 - 2021年3月27日  | 同時ネット |            |
| 静岡県         | 静岡第一テレビ（SDT）   | 日本テレビ系列                | 土曜 0:30 - 0:59（金曜深夜） | 2019年5月4日 - 2021年3月27日  | 同時ネット |            |
| 富山県         | 北日本放送（KNB）       | 日本テレビ系列                | 土曜 0:30 - 0:59（金曜深夜） | 2019年5月4日 - 2021年3月27日  | 同時ネット |            |
| 石川県         | テレビ金沢（KTK）       | 日本テレビ系列                | 土曜 0:30 - 0:59（金曜深夜） | 2019年5月4日 - 2021年3月27日  | 同時ネット |            |
| 中京広域圏     | 中京テレビ（CTV）       | 日本テレビ系列                | 土曜 0:30 - 0:59（金曜深夜） | 2019年5月4日 - 2021年3月27日  | 同時ネット |            |
| 鳥取県・島根県 | 日本海テレビ（NKT）     | 日本テレビ系列                | 土曜 0:30 - 0:59（金曜深夜） | 2020年3月28日 - 2021年3月27日 | 同時ネット |            |
| 香川県・岡山県 | 西日本放送（RNC）       | 日本テレビ系列                | 土曜 0:30 - 0:59（金曜深夜） | 2019年5月4日 - 2021年3月27日  | 同時ネット |            |
| 高知県         | 高知放送（RKC）         | 日本テレビ系列                | 土曜 0:30 - 0:59（金曜深夜） | 2019年5月4日 - 2021年3月27日  | 同時ネット |            |
| 福岡県         | 福岡放送（FBS）         | 日本テレビ系列                | 土曜 0:30 - 0:59（金曜深夜） | 2019年5月4日 - 2021年3月27日  | 同時ネット |            |
| 長崎県         | 長崎国際テレビ（NIB）   | 日本テレビ系列                | 土曜 0:30 - 0:59（金曜深夜） | 2019年5月4日 - 2021年3月27日  | 同時ネット |            |
| 近畿広域圏     | 読売テレビ（ytv）       | 日本テレビ系列                | 土曜 1:35 - 2:10（金曜深夜） | 2019年5月10日 - 不明          | 遅れネット |            |
| 大分県         | テレビ大分（TOS）       | 日本テレビ系列 フジテレビ系列 | 土曜 15:55 - 16:25           | 2019年6月8日 - 不明           | 遅れネット |            |
| 鹿児島県       | 鹿児島読売テレビ（KYT） | 日本テレビ系列                | 木曜 0:59 - 1:29（水曜深夜） | 2019年7月4日 - 不明           | 遅れネット |            |

過去のネット局
- 南海放送[注釈 5]（RNB、愛媛県）

### インターネット配信
最新回配信は同時ネット局放送日時基準。
| 配信元          | 更新日時       | 配信期間 | 備考                             |
| --------------- | -------------- | -------- | -------------------------------- |
| 日テレ無料TADA! | 土曜 1:00 更新 | 7日      | 日本テレビの最新回限定で無料配信 |
| TVer            | 土曜 1:00 更新 | 7日      | 日本テレビの最新回限定で無料配信 |
| Hulu            | 過去分         | 過去分   | 有料見放題配信                   |